# Kabinett Jawara II

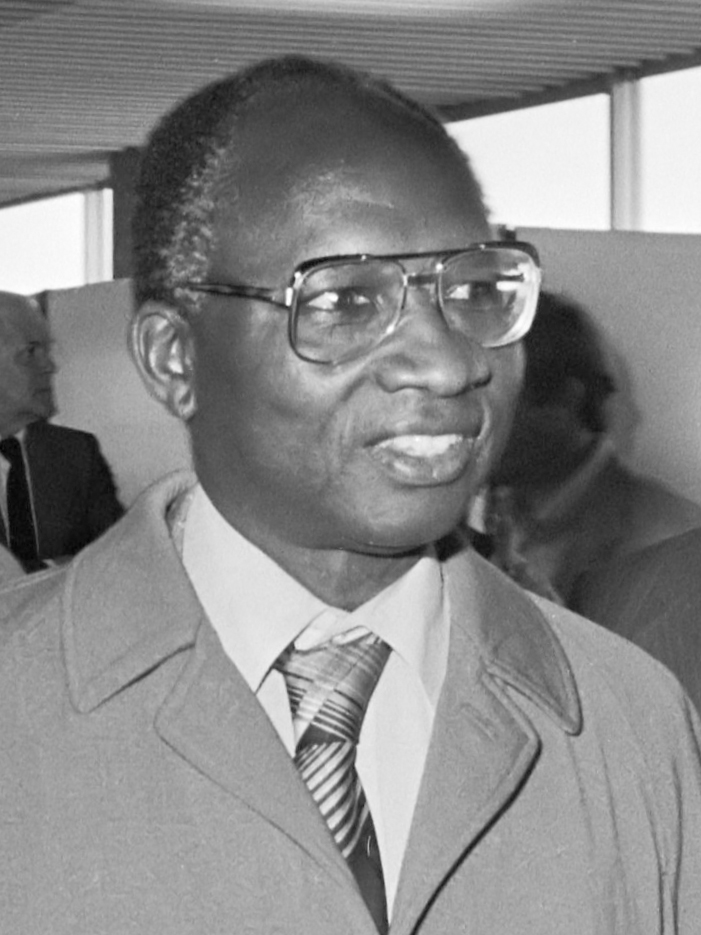
Präsident Dawda Jawara (1979)

Das Kabinett Jawara II wurde in Gambia am 24. April 1970 durch Präsident Dawda Jawara von der Fortschrittlichen Volkspartei PPP (People’s Progressive Party) gebildet und war das erste Kabinett der neuen Republik Gambia, die Teil des Commonwealth of Nations wurde. Das Kabinett löste das erste Kabinett Jawara ab, das dieser am 12. Juni 1962 als Premierminister der damaligen britischen Kolonie Gambia gebildet hatte. Das zweite Kabinett Jawaras befand sich bis zu den Wahlen am 29. März 1972 im Amt und wurde dann durch das Kabinett Jawara III abgelöst.
Der Gründung der Republik war im April 1970 ein Volksentscheid am 24. April 1970 vorausgegangen, in dem 84.968 Wähler (70,45 Prozent) sich für die vollständige Unabhängigkeit von der bisherigen Kolonialmacht Großbritannien ausgesprochen hatten. 35.638 Wähler (29,55 Prozent) votierten für ein Fortbestehen der britischen Kolonie Gambia. Damit war die notwendige Zwei-Drittel-Mehrheit zur Gründung der Republik erreicht.
In der Folgezeit kam zu Kritik am autoritären Herrschaftsstil Jawaras sowie zu Protesten der Mandingo gegen die Verbindung der Interessen Jawaras mit den von Wolof sowie Kreolen wegen der daraus resultierenden Stadt-Land-Gegensätze. Auch die Proletarisierung von chancenlosen Schulabgängern führte zu breiter Unzufriedenheit. 1971 löste die neue gambische Währung, der Dalasi, das Gambische Pfund ab, das erst 1968 das Westafrikanische Pfund ersetzt hatte.

## Minister
| Amt                                                              | Amtsinhaber                                                |
| ---------------------------------------------------------------- | ---------------------------------------------------------- |
| Präsident                                                        | 24. April 1970 bis 29. März 1972: Dawda Jawara (1924–2019) |
| Vizepräsident                                                    | 1970–1972: Sheriff Mustapha Dibba (1937–2008)              |
| Staatsminister im Präsidialamt                                   | 1971–1972: Alieu Badara N’Jie (1904–1982)                  |
| Generalsekretär im Präsidialamt Leiter des öffentlichen Dienstes | 1970–1972: Eric Herbert Christensen (1923–1990)            |
| Finanzminister                                                   | 1970–1972: Sheriff Mustapha Dibba (s. o.)                  |
| Außenminister                                                    | 1970–1972: Andrew Camara (1923–2013)                       |
| Gesundheitsminister                                              | 1970–1972: Ibrahima Momodou Garba-Jahumpa (1912–1994)      |
| Minister für Kommunalverwaltung und Ländereien                   | 1970–1972: Yaya Ceesay (* 1937)                            |
| Minister für Landwirtschaft und natürliche Ressourcen            | 1970–1972: Howsoon Ousman Semega-Janneh (1914–1988)        |
| Informationsminister                                             | 1970–1971: Alieu Badara N’Jie (s. o.)                      |
| Generalstaatsanwalt                                              | 1970–1972: Momadu Lamin Saho (1932–1993)                   |

## Hintergrundliteratur
- Gambia seit 1946, in: Der Große Ploetz. Die Enzyklopädie der Weltgeschichte, Verlag Vandenhoeck & Ruprecht, 35. Auflage, Göttingen 2008, S. 1935, ISBN 978-3-525-32008-2